# Donja Zleginja
Donja Zleginja (en serbio cirílico : Доња Злегиња) es un pueblo de Serbia, situado en el municipio de Aleksandrovac, en el distrito de Rasina. En el censo de 2011 contaba con 239 habitantes.

## Demografía
| 1948 | 1953 | 1961 | 1971 | 1981 | 1991 | 2002 | 2011 |
| ---- | ---- | ---- | ---- | ---- | ---- | ---- | ---- |
| 555  | 588  | 569  | 503  | 430  | 392  | 296  | 239  |